# Odorrana mawphlangensis
Limnonectes mawphlangensis es una especie de anfibio anuro del género Limnonectes de la familia Dicroglossidae.

## Distribución geográfica
Es originaria de la India, Bután y Nepal.